# 1833 en mathématiques
| Années des mathématiques : 1830 - 1831 - 1832 - 1833 - 1834 - 1835 - 1836    |
| Décennies des mathématiques : 1800 - 1810 - 1820 - 1830 - 1840 - 1850 - 1860 |

Cet article présente les faits marquants de l'année 1833 en mathématiques.

## Évènements
- Octobre : dans un article intitulé On a general method of expressing the paths of light and of the planets by the coefficients of a characteristic function publié dans la Dublin Review, le mathématicien irlandais William Rowan Hamilton entreprend de reformuler la mécanique newtonienne à partir des équations de Lagrange (mécanique hamiltonienne)[1].
- Brouille entre le mathématicien Charles Babbage et l'industriel Joseph Clement qui abandonnent leur projet en cours de mise au point de construction d'une machine à différences[2].

## Naissances
- 9 janvier : Angiolo Nardi Dei (mort en 1913), mathématicien italien.
- 19 janvier : Alfred Clebsch (mort en 1872), mathématicien prussien.
- 20 février : Eduard Hagenbach-Bischoff (mort en 1910), physicien et mathématicien suisse.
- 5 mai : Lazarus Fuchs (mort en 1902), mathématicien allemand.
- 22 juillet : Friedrich Hultsch (mort en 1906), étruscologue et mathématicien allemand.
- 28 septembre : Henri Auguste Delannoy (mort en 1915), mathématicien et historien français.

## Décès
- 9 janvier : Adrien-Marie Legendre (né en 1752), mathématicien français.
- 13 mai : Johann Georg von Soldner (né en 1776), physicien, mathématicien et astronome allemand.
- 22 mai : Johann Karl Fischer (né en 1760), mathématicien allemand.